# Bulbophyllum brevipes
Bulbophyllum brevipes é uma espécie de orquídea (família Orchidaceae) pertencente ao gênero Bulbophyllum. Foi descrita por Henry Nicholas Ridley em 1898.